# Synkron
Synkron est un logiciel de synchronisation de fichiers.

## Description
Les fonctions du logiciel Synkron sont présentées sous la forme de différents onglets, un par synchronisation. Il présente l'avantage d'être multiplateforme et multilingue. Il est relativement simple d'utilisation, l'interface étant ergonomique.
On peut le considérer comme un pendant  graphique de rsync dont il reprend une partie des fonctionnalités.

## Fonctionnement[1]

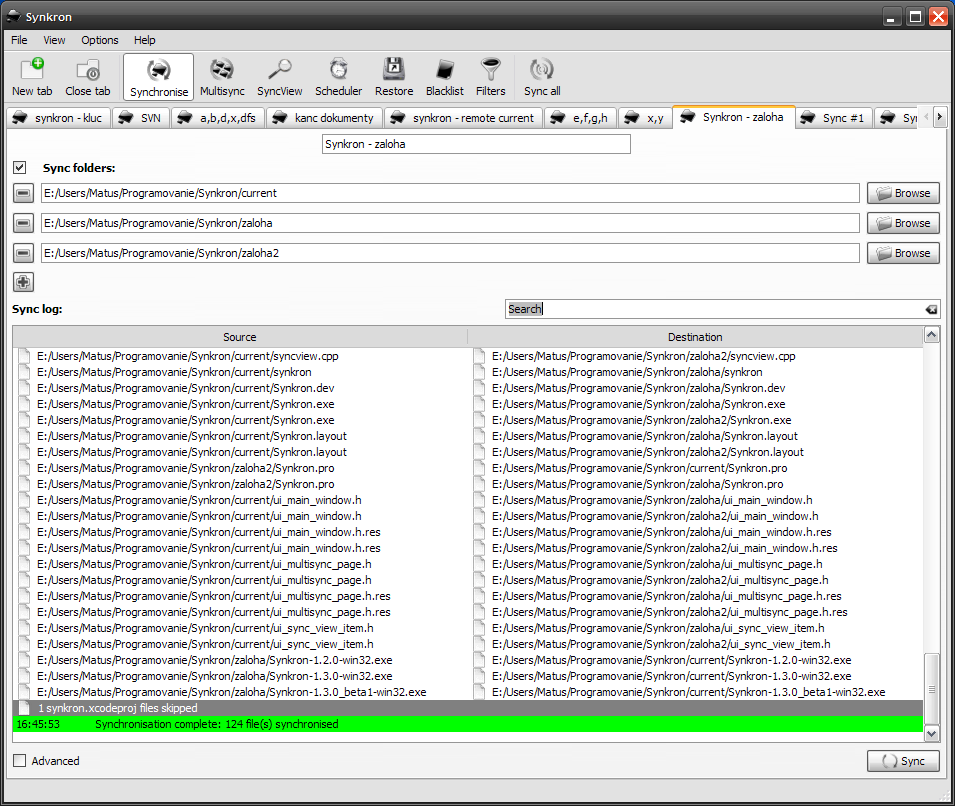
Interface de synchronisation de Synkron

- Synchronisation classique : sélection de dossiers à ajouter à une liste, sélection des options souhaitées, analyse et synchronisation.
- "Multi-synchronisation" : idem synchronisation classique, mais sélection de plusieurs dossiers "sources" et d'une seule destination (ex : sauvegarde groupée).
- Planificateur des synchronisations : vue d’ensemble des synchronisations prévues ou en cours, possibilité de récupérer un fichier effacé dans un dossier mais pas dans un autre, blacklister certains dossiers/fichiers et prérégler des filtres pour une sélection plus fine des fichiers à copier.